# Libra Sagarra
Libra Sagarra es el nombre de una variedad cultivar de manzano (Malus domestica) Está cultivada en la colección del Banco de Germoplasma del manzano de la Universidad Pública de Navarra con el N.º BGM258 los ejemplares procedentes de esquejes localizados en Guipúzcoa.

## Sinónimos
- "Manzana Libra Sagarra",[7]
- "Kana-sagarra ".[8][9][10][11][2]

## Características
El manzano de la variedad 'Libra Sagarra' suele tratarse de árbol fuerte, aunque eso lo determina, sobre todo, el injerto que se haya realizado. El árbol tiene tamaño medio y porte erecto, con hábitos de fructificación en ramos cortos y largos; ramos con pubescencia ausente o muy débil; presencia de lenticelas muy escasas; grosor de los ramos grueso; longitud de los entrenudos media.
Época de floración muy media, con una duración de la floración larga. Incompatibilidad de alelos S10 S28 S?.
Las hojas tienen una longitud del limbo de tamaño medio, con color verde oscuro, pubescencia presente, con la superficie mate; forma del limbo es biojival, forma del ápice apicular, forma de los dientes ondulados, y la forma de la base del limbo redondeado. Plegamiento del limbo con porte horizontal; estípulas foliáceas; longitud del pecíolo medio.
La variedad de manzana 'Libra Sagarra' tiene un fruto de tamaño muy grande (de las mayores manzanas autóctonas vascas), de forma globoso aplastada, más ancha por su base, tiene 5 gibas anchas verticales; su piel es fina, fuerte y bastante cerosa, con color de fondo verde amarillento, con sobre color un ligero lavado pardo por la parte expuesta al sol, lenticelas grises, y una sensibilidad al "russeting" (pardeamiento áspero superficial que presentan algunas variedades) débil; con una elevación del pedúnculo que no sobresale, grosor de pedúnculo fino, longitud del pedúnculo largo, anchura de la cavidad peduncular es media, profundidad cavidad peduncular muy grande, importancia del "russeting" en cavidad peduncular débil; profundidad de la cavidad calicina es media, anchura de la cavidad calicina es media, importancia del "russeting" en cavidad calicina es débil; apertura de los lóbulos carpelares están parcialmente abiertos; apertura del ojo parcialmente abierto; color de la carne blanca, dura, y de bastante zumo; acidez media, azúcar medio, y firmeza de la carne media.
Época de maduración y recolección media en septiembre, y se conserva bien; se usa como manzana de mesa y de cocina.

## Susceptibilidades
- Oidio: ataque débil
- Moteado: ataque débil
- Fuego bacteriano: ataque medio
- Carpocapsa: ataque fuerte
- Pulgón lanígero: ataque medio
- Araña roja: ataque medio[4][13]